# Recinte fortificat de Forques

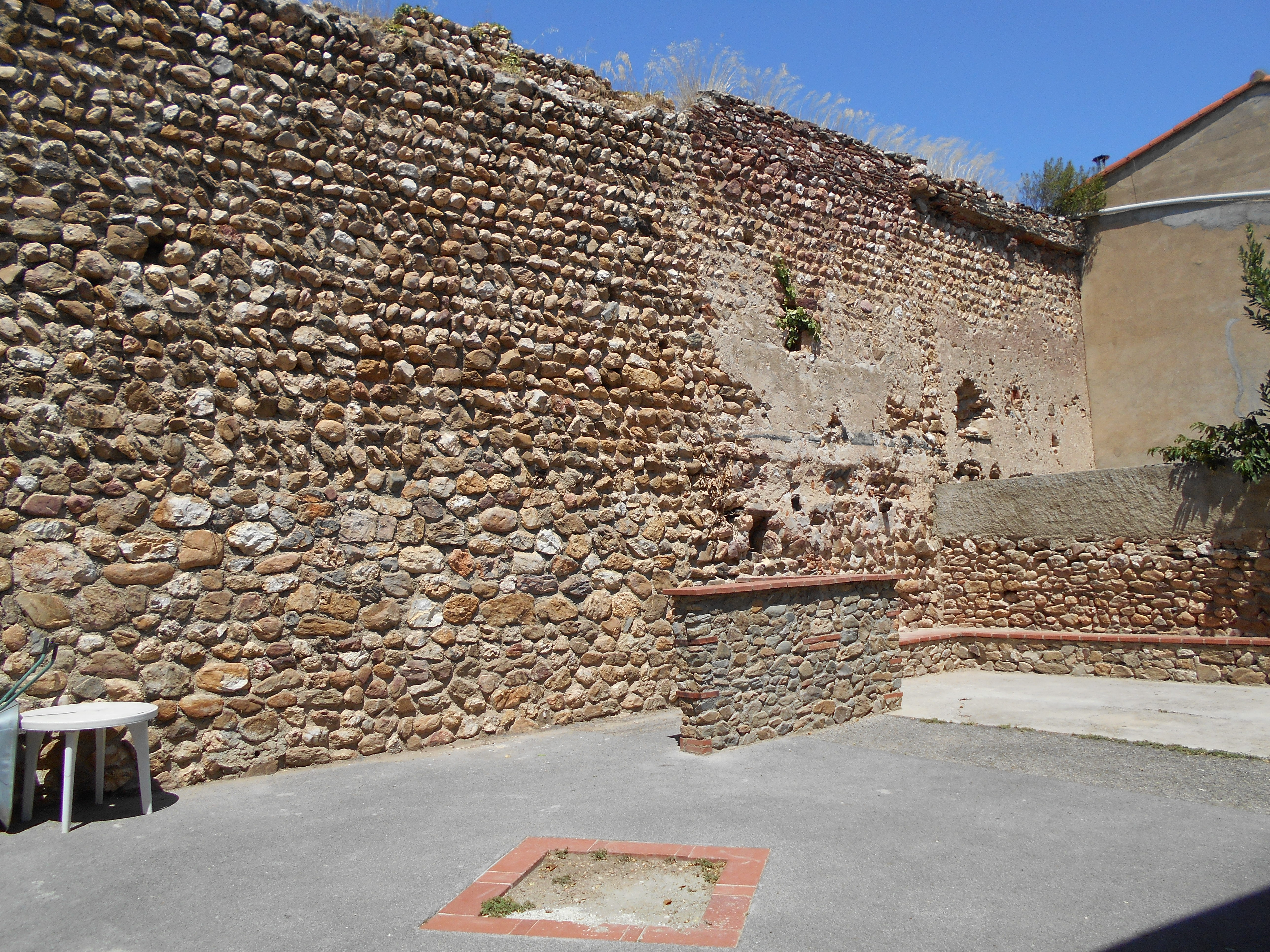
Muralles del Castell, sector nord

El Recinte fortificat de Forques és un recinte medieval d'estil romànic del segle xi que envolta la vila medieval del poble de Forques, a la comarca del Rosselló, a la Catalunya del Nord.
Està situat al nord del lloc on era l'antiga cellera de Forques, i encara més al nord de l'expansió del poble del segle xii.

## Història

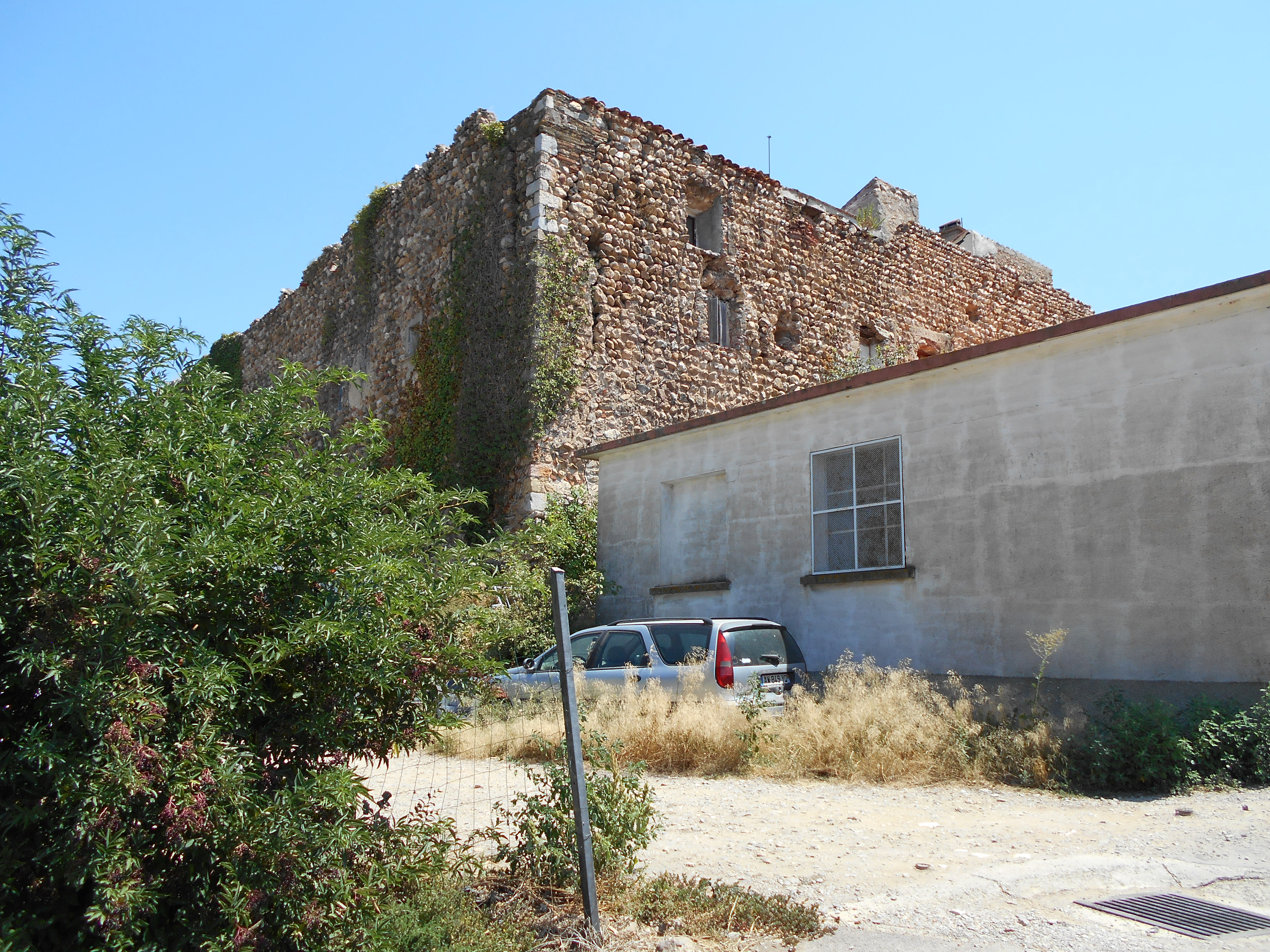
Muralles del Castell, angle nord-oest

El lloc, Furchas, ja consta documentat el 844, en una venda. Àrgila, fill del comte Berà, va vendre Forques al seu fill Berà (net de l'anterior, doncs). Tanmateix, en documents del 981 i posteriors, la major part del terme pertanyia al monestir de Sant Genís de Fontanes, i el 1009 dues vinyes de Forcas foren cedides a Sant Martí de Canigó. Al llarg del segle xi fou el monestir d'Arles qui anà entrant en possessió de béns a Forques. El 1193 el vescomte Jaspert de Castellnou aprovava la fortificació del poble, després de l'autorització concedida a l'abat d'Arles per Alfons I de Catalunya-Aragó. El 1343 l'abat d'Arles, en aquell moment Ramon de Banyuls, rebé fins i tot la jurisdicció civil del lloc i terme de Forques de mans de Pere III el Cerimoniós. A finals de l'edat mitjana, els drets sobre Forques anaren a mans de Pere de Queralt, pel seu matrimoni amb la filla del darrer vescomte de Castellnou; Forques fou incorporat a la baronia de Trasserra, la titularitat de la qual passà per aquesta raó al de Queralt.

## Les restes del recinte
Té una forma rectangular, perfectament regular, orientat de sud-oest a nord-est, amb dos únics carrers en el seu interior, que adopten la forma d'una T a partir del portal conservat en el centre del mur meridional.